# Bourbach-le-Bas
Bourbach-le-Bas je občina v departmaju Haut-Rhin francoske regije Alzacija.
Leta 2009 je v občini živelo 620 oseb oz. 103 osebe/km².